# Susann Sitzler
Susann Sitzler (* 1970 in Basel) ist eine seit 1996 in Berlin lebende Schweizer Journalistin und Autorin.
Sie studierte Germanistik, Philosophie und Kunstgeschichte an der Universität Basel und arbeitet journalistisch seit 1993. Sie schreibt unter anderem zum Thema Schweiz, Schweizer Kultur etc. in Die Zeit, FAZ, brand eins, NZZ am Sonntag, Basler Zeitung, swiss Magazine u. a., publizistische Beiträge in Anthologien, Features und Reportagen für DeutschlandRadio Berlin, Deutschlandfunk, Rundfunk Berlin-Brandenburg, Schweizer Radio DRS u. a.

## Zitate
„… und sonst?: 1 Praktikum beim Fernsehen (nein danke), 4 Sprachen (Deutsch, Französisch, Englisch, Italienisch), 14 Wohnungswechsel (nie wieder), Glücklich (zwischen Panik und Koma)“

„… das Buch [‚Grüezi und Willkommen. Die Schweiz für Deutsche‘ folgt] einer Annäherungsbewegung. Ein Deutscher versucht, die Schweiz kennen zu lernen und zu verstehen. Er macht schon bei der ersten, kurzen Begegnung mit den Einheimischen die Erfahrung, dass ihn sein deutscher Blick dabei nur stören kann. Ein ähnlicher Effekt, wie wenn man Italienisch beherrscht und Spanisch lernt: Die Wörter klingen ähnlich und haben doch verschobene Bedeutungen. Wenn man nicht die eine Sprache völlig ausblendet, entsteht ein Kauderwelsch. In der Logik dieses Buches bedeutet das, dass die Annäherung am besten gelingt, wenn man als Deutscher versucht, die Schweizer Umgebung mit Schweizer Augen zu sehen – ‚Schweizer für einen Tag‘ zu werden. So ist der erste Teil überschrieben. Der längste, mittlere Teil des Buches widmet sich dem Schweizer Alltag, dem Umgang miteinander, den banalen Umständen, in denen die wirklichen Unterschiede stecken. Mit dem nun bekannten Schweizer Blick sollte es möglich sein, ein Gefühl für die Nuancen zu bekommen. Damit wäre die Basis für einen längeren Aufenthalt geschaffen: ‚Schweizer für ein Jahr‘. Und wenn man sich schon die Mühe gemacht hat, den Schweizer in sich zu finden und probehalber so zu fühlen wie er, findet der deutsche Gast vielleicht Gefallen daran und will für immer bleiben. Dieser Möglichkeit widmet sich der dritte Teil: ‚Schweizer für immer‘.“

„Dicke Körper sagen die Wahrheit in einer Gesellschaft, in der es dauerhaft genügend Nahrung gibt und in der kaum noch schwere körperliche Arbeit verrichtet wird. Sie sagen die Wahrheit über eine Gesellschaft, in der große Teile der Nahrung von einer Industrie bereitgestellt wird, die diese Nahrung verfeinert und verändert, ihren Nährwert aushöhlt und durch kalorienreiche Zusatzstoffe ersetzt.“

## Werke (Auswahl)
- Susann Sitzler: Grüezi und Willkommen. Die Schweiz für Deutsche. Links, Berlin, ISBN 978-3-85791-528-4 (1., 2., 3., 4., 5., 6. Auflage 2004, 2006, 2007, 2009, 2012).
- Susann Sitzler: Grüezi und Willkommen. Die Schweiz für Deutsche. In: Schriftenreihe der Bundeszentrale für Politische Bildung. 5. Auflage. Band 789. Links, Berlin 2009, ISBN 978-3-89331-968-8 (Erstausgabe:  2004).
- Susann Sitzler: Vorstadt Avantgarde. Details aus Zürich-Schwamendingen. Limmat, Zürich 2007, ISBN 978-3-85791-528-4.
- Susann Sitzler: Aus dem Chuchichäschtli geplaudert. Das ultimative Sprachlexikon für die Schweiz. Pendo, Zürich / München 2008, ISBN 978-3-85842-653-6.
- Susann Sitzler: Überleben in Zürich. 365 Dinge, die man über diese Stadt wissen sollte. 3. Auflage. Links, Berlin 2008, ISBN 978-3-86153-466-2 (2., aktualisierte Auflage 2010, ISBN 978-3-86153-587-4).
- Susann Sitzler: Bauchgefühle. Mein Körper und sein wahres Gewicht. Beck, München 2011, ISBN 978-3-406-62200-7.
- Susann Sitzler: Geschwister: Die längste Beziehung des Lebens. Klett-Cotta, Stuttgart 2014, ISBN 978-3-608-94801-1.
- Susann Sitzler: Total alles über die Schweiz / The Complete Switzerland. 3. Auflage. Folio Verlag, Wien/Bozen 2016, ISBN 978-3-85256-673-3.
- Susann Sitzler: Väter und Töchter: Ein Beziehungsbuch. Klett-Cotta, Stuttgart 2021, ISBN 978-3-608-98220-6.

## Hörspiele und Features
- 2002: Mit Irmgard Maenner: Seh ich so aus, als hätt ich Gnade? – Innenansichten eines Dominastudios – Regie: Nikolai von Koslowski (Feature – DLR Berlin)